# Adrian Yates-Smith
Adrian Yates-Smith (* 4. Juni 1945; † 4. Oktober 2005) war ein britischer Autorennfahrer.

## Karriere als Rennfahrer
Adrian Yates-Smith war Ende der 1970er-Jahre in britischen Clubsport aktiv. Mit seinem privat gemeldeten Porsche 911SC gelangen ihm einige Erfolge. Seine größten Erfolge im internationalen Sportwagensport feierte er in der Sportwagen-Weltmeisterschaft. Das 6-Stunden-Rennen von Brands Hatch 1980 beendete er als Gesamtsechster. 1981 wurde er mit den Partnern Bob Wollek und Preston Henn im Porsche 935K3 Gesamtdritter beim 1000-km-Rennen auf dem Nürburgring. Er verstarb im Oktober 2005 an einem Herzinfarkt.

## Statistik

### Einzelergebnisse in der Sportwagen-Weltmeisterschaft
| Saison | Team              | Rennwagen              | 1   | 2   | 3   | 4   | 5   | 6   | 7   | 8   | 9   | 10  | 11  | 12  | 13  | 14  | 15  | 16  | 17  |
| ------ | ----------------- | ---------------------- | --- | --- | --- | --- | --- | --- | --- | --- | --- | --- | --- | --- | --- | --- | --- | --- | --- |
| 1979   | Tuckers Fast Food | Porsche 911 Carrera RS | DAY | SEB | MUG | TAL | DIJ | RIV | SIL | NÜR | LEM | PER | DAY | WAT | SPA | BRH | ROA | VAL | ELS |
| 1979   | Tuckers Fast Food | Porsche 911 Carrera RS |     |     |     |     |     |     | DNF |     |     |     |     |     |     | 20  |     |     |     |
| 1980   | Malaya Garage     | Porsche 911            | DAY | BRH | SEB | MUG | MON | RIV | SIL | NÜR | LEM | DAY | WAT | SPA | MOS | ROA | VAL | DIJ |     |
| 1980   | Malaya Garage     | Porsche 911            |     | 6   |     |     |     |     | DNF |     |     |     |     |     |     |     |     |     |     |
| 1981   | Preston Henn      | Porsche 935            | DAY | SEB | MUG | MON | RIV | SIL | NÜR | LEM | PER | DAY | WAT | SPA | MOS | ROA | BRH |     |     |
| 1981   | Preston Henn      | Porsche 935            |     |     |     |     |     | DNF | 3   |     |     |     |     |     |     |     |     |     |     |